# Lešany
Lešany es un municipio situado en el distrito de Prostějov, en la región de Olomouc, República Checa. Tiene una población estimada, a inicios de 2023, de 374 habitantes.
Está ubicado en el sur de la región, a poca distancia al norte de la ciudad de Brno y cerca de la frontera con la región de Moravia Meridional